# Parnassius davydovi
Parnassius davydovi là một loài bướm ngày sinh sống ở vùng núi cao được tìm thấy ở Kyrgyzstan (Tian Shan).
It is a member of the Snow Apollo genus Parnassius of the Swallowtail (Papilionidae) family.
Parnassius davydovi  is a newly discovered Parnassius species closely related to Parnassius autocrator và Parnassius loxias